# Messerschmitt Bf 162
Die Messerschmitt Bf 162 „Jaguar“ war ein deutscher Bomber, der für eine Bomberausschreibung des Reichsluftfahrtministeriums in drei Prototypen gebaut wurde. Die Ausschreibung wurde jedoch von der Junkers Ju 88 gewonnen. Messerschmitt leitete die Bf 162 aus der Bf 110 ab, sie entsprach bis auf den Rumpf der bereits in Serie produzierten Bf 110 B. Das Projekt endete nach der Ausschreibung.
Die Maschine bot drei Besatzungsmitgliedern Platz, besaß einen vollverglasten Bug und eine verbreiterte Führerraumabdeckung.

## Konstruktion
- Typ: zweimotoriger Schnellbomber
- Tragfläche: freitragender Tiefdecker. Flügelkonstruktion von der Bf 110 B übernommen (mit abgerundeten Randbögen)
- Rumpf: Ganzmetallschalenrumpf. Vollsichtverglaster Rumpfbug und aufgesetzte Führerraumabdeckung mit Vollsichtverglasung.
- Leitwerk: wie bei Bf 110 B
- Fahrwerk: wie bei Bf 110 B
- Militärische Ausrüstung: 1 × 7,92-mm-MG 15 im A-Stand und B-Stand. Bombenlast 1000 kg, davon 1 × 500 kg im Rumpf und 2 × 250 kg als Außenlast

## Technische Daten

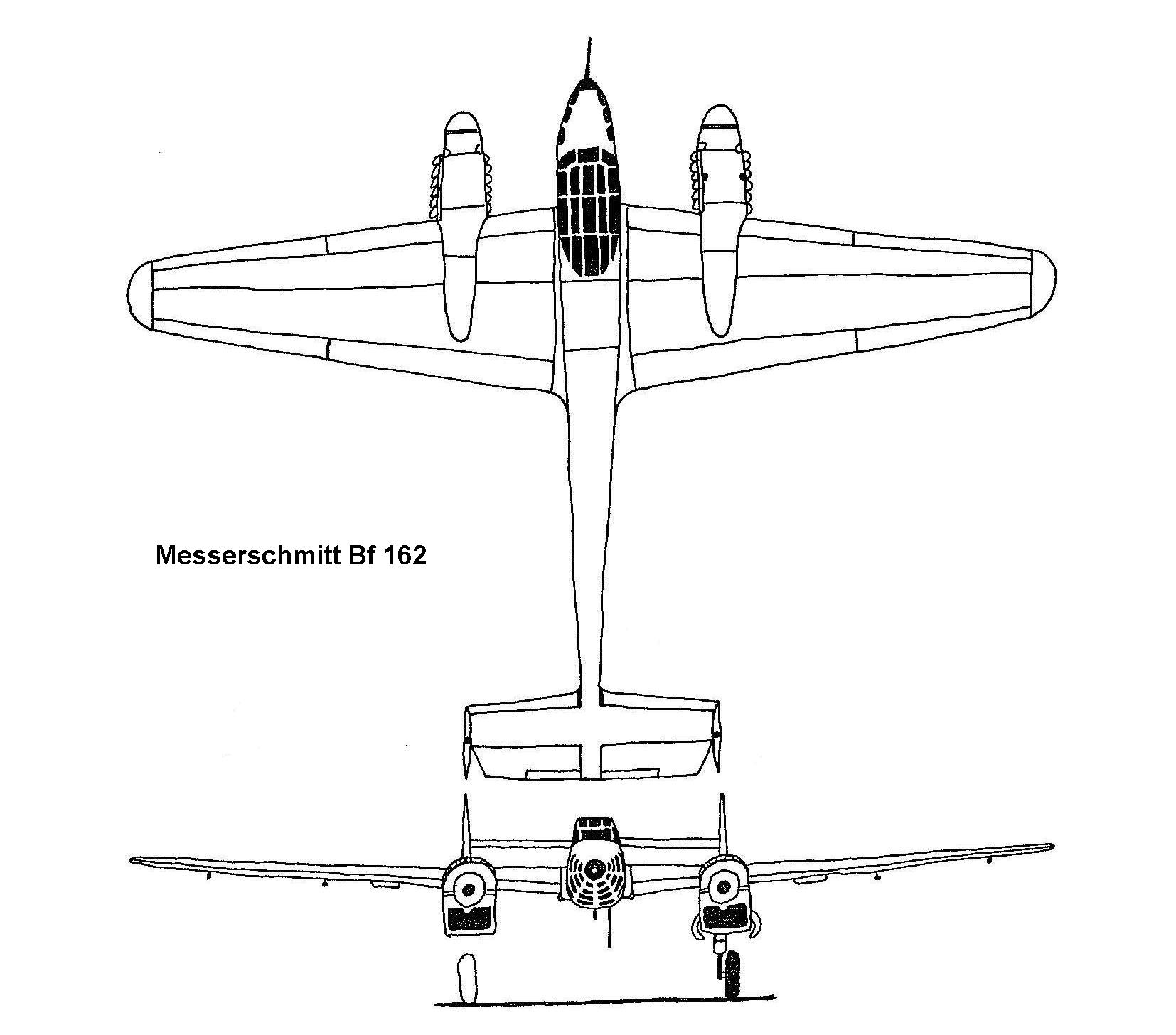
Messerschmitt Bf 162

| Kenngröße             | Daten (Bf 162 V1)                                                                                       |
| --------------------- | --- |
| Besatzung             | 3 (Pilot, Bugschütze/Bombenschütze, Funker/Schütze)                                                     |
| Spannweite            | 17,12 m                                                                                                 |
| Länge                 | 12,45 m                                                                                                 |
| Höhe                  | 3,30 m                                                                                                  |
| Flügelfläche          | 38,40 m²                                                                                                |
| Rüstmasse             | 3250 kg                                                                                                 |
| Startmasse            | 6490 kg                                                                                                 |
| Antrieb               | zwei flüssigkeitsgekühlte Zwölfzylinder-V-Motoren Daimler-Benz DB 600 A mit Dreiblatt-Verstellschrauben |
| Startleistung         | je 960 PS (706 kW)                                                                                      |
| Höchstgeschwindigkeit | 495 km/h in 4000 m Höhe                                                                                 |
| Marschgeschwindigkeit | 360 km/h                                                                                                |
| Landegeschwindigkeit  | 110 km/h                                                                                                |
| Steigzeit             | 5,0 min auf 3000 m Höhe                                                                                 |
| Dienstgipfelhöhe      | 8000 m                                                                                                  |
| Bewaffnung            | zwei MG 7,92-mm-MG 15                                                                                   |